# Rosa ×consanguinea
Rosa × consanguinea Grenier är en hybrid mellan fältros (R. arvensis) och äppelros (R. rubiginosa).

## Synonymer
- Rosa × adenoclada Hy, 1895
- Rosa arvensis nsubsp. gallicoides (Baker) Arcang., 1894
- Rosa arvensis nproles gallicoides (Baker) Rouy & E.G.Camus, 1900
- Rosa × echinoclada Boullu, 1894
- Rosa × gallicoides (Baker) Déségl., 1876
- Rosa × perglandulosa (Borbás) R., 1930
- Rosa stylosa var. gallicoides Baker, 1869